# Viloví
Viloví (oficialmente en catalán: Vilobí del Penedès) es un municipio de la comarca del Alto Panadés, perteneciente a la provincia de Barcelona, en Cataluña, España.

## Geografía

Localización de Viloví en la comarca del Alto Panadés

El municipio de Viloví se encuentra en la comarca del Alto Panadés. Limita al noreste con el término de Fontrubí, al noroeste con el término de San Martín Sarroca, al sudoeste con Pachs del Penedés, al suroeste con Las Cabanyas y al este con La Granada.

## Historia

### Prehistoria y Edad Antigua
El término municipal de Viloví fue poblado durante el Neolítico y esto se ha demostrado por el yacimiento de industria lítica en sílex de los Guixeres de Vilobí encontrada en el montículo de los Tres Pinos, justo en el límite con el término municipal de Sant Martí Sarroca. 
Los restos íberos y romanos indican una población continuada desde la Edad Antigua.

### Edad Media
El término Viloví es nombrado en la documentación por primera vez en el siglo XII. Desde el siglo XII, Viloví se segrega del castillo de San Martín. En el siglo XIV, al igual que el municipio vecino de San Martín Sarroca, inicia su dependencia jurisdiccional de la Pia Almoina de la Catedral de Barcelona.

### Edad Moderna
Los canónigos de la catedral de Barcelona fueron los señores de Viloví hasta la desaparición del feudalismo en el siglo XIX. En 1842 el territorio de Vallformosa fue agregado a Viloví y desde el 1846 Viloví es un municipio independiente, aunque la parroquia siguió llamándose de Santa María de Vallformosa de Vilobí.

## Toponimia
Hay dos posibles orígenes del nombre de Viloví. 
Los especialistas han especulado con que el nombre de Viloví podría venir del latín «vila blanca», refiriéndose al montículo de mineral de yeso, que ya pudiera haber sido utilizado durante el período de dominación romana. El yacimiento se encuentra documentado desde el siglo XI. A diferencia de Vilobí de la Selva, nunca ha habido un linaje llamado Vilobí.
La otra opción, comúnmente más aceptada, es que el término Viloví procede del latín «villa albina», o sea, casa rural perteneciente a un personaje llamado Albí.

## Símbolos

### Escudo
El escudo más antiguo del que se tiene conocimiento, es del año 1846. Su forma es ovalada. Hay una inscripción que dice «Vilobí del Panedès. Vallformosa» y al centro un perro con un trozo de pan en la boca, con un bastón del cual cuelga una calabaza, un tronco y ramas de un árbol y una capa tendida que parece una esclavina.
El escudo actual tiene el siguiente blasonamiento;
Escudo embaldosado, de sinople, un perro de argén con un pan de oro en boca. Al timbre, una corona mural de pueblo.
Fue aprobado el 25 de julio de 1991 y publicado en el DOGC el 9 de agosto del mismo año con el número 1478.
El perro con un pan en la boca es el atributo de San Roque, patrón del pueblo. Representa el animal que acompañaba al santo en su peregrinaje. El esmalte de sinople alude a las viñas del término, y el argén del perro simboliza uno de los principales recursos de Vilobí, el yeso, que posiblemente dio nombre al pueblo.

### Bandera
La bandera de Vilobí del Penedés es apaisada de proporciones dos de alto por tres de largo, verde, con el perro del escudo en color blanco, llevando un trozo de pan amarillo en la boca en el centro de la bandera. El perro de una altura la mitad que el trapo.
Fue aprobada en el DOGC el 15 de mayo de 1992.

## Geografía humana

### Demografía
Cuenta con una población de 1150 habitantes (INE 2024).
| Gráfica de evolución demográfica de Viloví entre 1842 y 2021 |
| |
| En este censo se denominaba Vilobi: 1842 En estos censos se denominaba Viloví: 1857, 1860, 1877, 1887, 1897, 1900, 1910, 1920, 1930, 1940, 1950, 1960, 1970 y 1981 Población de derecho según los censos de población del INE. Población de hecho según los censos de población del INE. |

| 236                        | 839 | 1024 | 1074 | 949 | 1001 | 1080 | 1054 | 1071 | 1098 | 1022 | 1003 | 772 | 815 | 917 | 1109 |
| (Fuente: [cita requerida]) |     |      |      |     |      |      |      |      |      |      |      |     |     |     |      |

### Núcleos de población
El municipio está formado por tres núcleos o entidades de población. 
Lista de población por entidades:
| Entidad de la población | Habitantes (2024) |
| ----------------------- | ----------------- |
| Bellver                 | 428               |
| Guixeres, Les           | 363               |
| Vilobí del Penedés      | 358               |

## Fiestas
- Fiesta de las Guixeres de Baix y de Dalt: celebrada la segunda semana de junio
- 29 de junio San Pedro: fiesta del núcleo de Bellver.
- Fiesta de hermanamiento de los abuelos: a principios de julio
- Fiesta mayor: el primer domingo después de San Roque, celebrada desde el siglo XVII
- Fiesta del Most: el 12 de octubre organizada por la asociación de vecinos de la Plana de la Font.

## Administración y política
| Periodo | Nombre | Partido |
| ------- | ------ | ------- |

[2007-2011 Joan Esteve [PSC]
2012-2018... Francesc Edo

## Localidades hermanadas
- Chiusanico, Italia